# Rifugio Bagnour
Das Rifugio Bagnour (2017 m s.l.m.) ist eine in den Sommermonaten bewirtschaftete Schutzhütte in den Cottischen Alpen der norditalienischen Provinz Cuneo, Region Piemont.
Das Rifugio gehört zur Gemeinde Pontechianale (oberes Varaitatal, auch Valle Varaita) und liegt am Lago Bagnour mitten im Bosco dell’Alevè, mit 825 ha einem der größten Zirbelkieferwälder der Alpen.

## Geschichte
Das Haus wurde 1941 von der Forstverwaltung erbaut. Nach einer Totalrenovierung durch die Berggebietsgemeinschaft Comunità Montana Valle Varaita wurde im Jahr 2004 das Rifugio eröffnet.

## Übergänge
- Im Rahmen des Giro del Monviso kann die Etappe zwischen dem Rifugio Quintino Sella und dem Rifugio Vallanta am Rifugio Bagnour geteilt werden.